# مبدأ التنافي والشمولية
يطلق مبدأ التنافي والشمولية (بالإنجليزية: MECE principle)‏ عندما تكون هناك أحداث متنافية الوقوع Mutually exclusive events (لا يمكن أن تحدث في الوقت نفسه) وأحداث شاملة الوقوع Collectively exhaustive events (مجموع الأحداث يعطي جميع الاحتمالات الممكنة). مبدأ التنافي والشمولية مفيد في التخطيط الإقتصادي حيث الترتيب الأمثل للمعلومات هو شامل و غير مزدوج بأي مستوى من التسلسل الهرمي.